# Референдумы в Швейцарии (1991)
Референдумы в Швейцарии проходили 3 марта и 2 июня 1991 года. В марте проводились референдумы по снижению избирательного возраста до 18 лет, который был одобрен, и по народной инициативе «о стимулировании общественного транспорта», который был отклонён. В июне прошли референдумы по реорганизации федеральных финансов и по поправке в военный устав, которые были оба одобрены.

## Результаты

### Март: Снижение избирательного возраста до 18 лет
| Выбор                                | Общее голосование | Общее голосование | Кантоны | Кантоны | Кантоны |
| Выбор                                | Голосов           | %                 | Полных  | Полу-   | Всего   |
| ------------------------------------ | ----------------- | ----------------- | ------- | ------- | ------- |
| За                                   | 981 425           | 72,7              | 20      | 6       | 23      |
| Против                               | 367 647           | 27,3              | 0       | 0       | 0       |
| Пустых бюллетеней                    | 9 794             | –                 | –       | –       | –       |
| Недействительных бюллетеней          | 2 347             | –                 | –       | –       | –       |
| Всего                                | 1 361 213         | 100               | 20      | 6       | 23      |
| Зарегистрированных избирателей/ Явка | 4 350 879         | 31,3              | –       | –       | –       |
| Источник: Nohlen & Stöver            |                   |                   |         |         |         |

### Март: Стимулирование общественного транспорта
| Выбор                                | Общее голосование | Общее голосование | Кантоны | Кантоны | Кантоны |
| Выбор                                | Голосов           | %                 | Полных  | Полу-   | Всего   |
| ------------------------------------ | ----------------- | ----------------- | ------- | ------- | ------- |
| За                                   | 496 600           | 37,1              | 1       | 1       | 1.5     |
| Против                               | 840 494           | 62,9              | 19      | 5       | 21.5    |
| Пустых бюллетеней                    | 19 406            | –                 | –       | –       | –       |
| Недействительных бюллетеней          | 2 514             | –                 | –       | –       | –       |
| Всего                                | 1 359 014         | 100               | 20      | 6       | 23      |
| Зарегистрированных избирателей/ Явка | 4 350 879         | 31,2              | –       | –       | –       |
| Источник: Nohlen & Stöver            |                   |                   |         |         |         |

### Июнь: Федеральные финансы
| Выбор                                | Общее голосование | Общее голосование | Кантоны | Кантоны | Кантоны |
| Выбор                                | Голосов           | %                 | Полных  | Полу-   | Всего   |
| ------------------------------------ | ----------------- | ----------------- | ------- | ------- | ------- |
| За                                   | 664 318           | 45,6              | 2       | 1       | 2,5     |
| Против                               | 790 988           | 54,4              | 18      | 5       | 20,5    |
| Пустых бюллетеней                    | 39 055            | –                 | –       | –       | –       |
| Недействительных бюллетеней          | 2 480             | –                 | –       | –       | –       |
| Всего                                | 1 496 841         | 100               | 20      | 6       | 23      |
| Зарегистрированных избирателей/ Явка | 4 499 041         | 33,3              | –       | –       | –       |
| Источник: Nohlen & Stöver            |                   |                   |         |         |         |

### Июнь: Военный устав
| Выбор                                | Голосов   | %    |
| ------------------------------------ | --------- | ---- |
| За                                   | 817 458   | 55,7 |
| Против                               | 650 658   | 44,3 |
| Пустых бюллетеней                    | 28 614    | –    |
| Недействительных бюллетеней          | 2 466     | –    |
| Всего                                | 1 499 196 | 100  |
| Зарегистрированных избирателей/ Явка | 4 499 041 | 33,3 |
| Источник: Nohlen & Stöver            |           |      |